# Scottsbluff
Scottsbluff é uma cidade localizada no estado norte-americano de Nebraska, no Condado de Scotts Bluff.

## Demografia
Segundo o censo americano de 2000, a sua população era de 15 039 habitantes.
Em 2006, fora estimada uma população de 14.738, um aumento de 6 (0.0%) face a 6 anos antes.

## Geografia
De acordo com o United States Census Bureau, a localidade tem uma área de 15,3 km², dos quais 15,2 km² cobertos por terra e 0,1 km² cobertos por água.

## Localidades na vizinhança
O diagrama seguinte representa as localidades num raio de 16 km ao redor de Scottsbluff.